# Japão nos Jogos Paralímpicos de Verão de 1988
Japão participou dos Jogos Paralímpicos de Verão de 1988, que foram realizados na cidade de Seul, na Coreia do Sul, entre os dias 15 e 24 de outubro de 1988.
A equipe, com 143 integrantes, obteve 46 medalhas, das quais 17 de ouro, e terminou a participação na décima quarta colocação no quadro de medalhas.